# موسى سودي يلحو
موسى سودي يلحو (بالصومالية: Muuse Suudi Yalaxoow)‏ سياسي وزعيم فصيل صومالي شغل منصب وزير التجارة في الحكومة الانتقالية برئاسة رئيس الوزراء علي محمد جيدي، وأقيل من منصبه في يونيو 2006 بعد تجاهله دعوات الحكومة بوقف القتال ضد اتحاد المحاكم الإسلامية، يشغل حاليا مقعدا في مجلس الشيوخ الفيدرالي الصومال.

## الحرب الأهلية الصومالية

### مجلس المصالحة والإصلاح الصومالي (SRRC)
في ديسمبر 2001 فقدت قوات موسى سودي السيطرة على مهبط طائرات الجزيرة، وانفصل عن نائبه عمر محمود فنش الذي ينتمي لنفس عشيرته داود من قبيلة أبغال. وبرز يلحو كقائد إحدى الفصائل التي شكلت مجلس المصالحة والإصلاح الصومالي (SRRC) في الوقت الذي كان فيه رفيقه السابق فنش مواليًا للحكومة الوطنية الانتقالية (TNG)، ودارت مواجهات عسكرية بين الرجلين للسيطرة على مهبط الطائرات في منطقة الجزيرة وأجزاء من العاصمة مقديشو، في 26 فبراير 2002 اندلع القتال بين أمراء الحرب مرة أخرى وأسفر الاشتباكات عن مقتل 12 شخصًا على الأقل، وفقد يلحو شاحنة فنية وغير مسلحة. 

### الحكومة الاتحادية الانتقالية (TFG)
بعد تشكيل الحكومة الاتحادية الانتقالية (TFG) في عام 2004 انتُخب موسى سودي يلحو عضوا في البرلمان الاتحادي الانتقالي ضمن 275 عضوًا في المجلس وردت أسماؤهم في القائمة الرسمية المؤرخة بـ 29 أغسطس 2004، وشغل المقعد حتى عام 2009. 
في 20 مارس 2005 وردت أنباء تفيد بالقبض على يلحو في كينيا بجانب أعضاء آخرين في البرلمان الانتقالي بسبب مشاجرة نشأت عن الجدل حول ما إذا كان سيتم السماح لقوات حفظ السلام من إثيوبيا وجيبوتي وكينيا بالمساعدة في إعادة الحكومة الاتحادية الانتقالية إلى السلطة.
في أكتوبر 2005 أصدرت الحكومة الاتحادية الانتقالية الصومالية أوامر بإغلاق مطار دينيلي، وحذر يلحو رغم من كونه وزيرا في الحكومة من أنه سيسقط أي طائرة تتبع أوامر الحكومة بعدم الهبوط هناك.

### التحالف من أجل استعادة السلام ومكافحة الإرهاب (ARPCT)
في فبراير 2006 انضم يلحو إلى التحالف من أجل استعادة السلام ومكافحة الإرهاب الذي شكّله أمراء الحرب بدعم من الولايات المتحدة لمناهضة اتحاد المحاكم الإسلامية بعد سيطرة الأخير على العاصمة مقديشو وأجزاء من جنوب البلاد، وأودى القتال بين المحاكم والتحالف بحياة أكثر من 350 شخصًا، واحتلت ميليشيا يلحو مستشفى الحركة الدولية للصليب الأحمر والهلال الأحمر الذي يديره مستشفى كينساني في مقديشو.
في يونيو 2006 انسحب يلحو من مقديشو إلى معقل أمراء الحرب في بلدة بلعد التي تبعد 30 كيلومتر شمال مقديشو ولم تلبث أن سيطر عليها اتحاد المحاكم الإسلامية بعد أيام.
أعفى رئيس الوزراء الصومالي علي محمد جيدي يلحو من منصبه بتهمة معارضته مبادرات السلام والمصالحة التي تقودها حكومته، مؤكدا أن تصرفات يلحو أججت العنف والاضطرابات وأن الميليشيا التابعة له قتلت مدنيين أبرياء.

### العودة إلى مقديشو
في 6 يناير 2007 عاد يلحو إلى العاصمة مقديشو بعد سيطرة تحالف الحكومة الانتقالية والقوات الإثيوبية على المدينة وطرد المحاكم الإسلامية منها. 
في يناير 2007 وبعد القضاء على فلول المحاكم الإسلامية في معركة رأس كمبوني اتفق أمراء الحرب مبدئيًا مع الرئيس عبد الله يوسف على تسليم الأسلحة للحكومة وضم مليشياتهم للقوات المسلحة الصومالية وقوة الشرطة، وتشير تقارير إلى أعداد المليشيات وقتها كانت تقدر بـ 20.000 إلى 30.000 مسلح في جميع أنحاء الصومال، وصوماليلاند. وأكد محمد قنياري أفرح أن العشائر "سئمت" من الفوضى وسيطرة المليشيات معلنا تسليم سلاح مليشياته للحكومة، في الوقت الذي كان موسى سودي يلحو يرفض ذلك ووجه تهديدات للحكومة بتأليب المواطنين عليها.
في يناير 2007 كان قنيري أفرح وسودي يلحو وجير أول أمراء الحرب في مقديشو الذين يسلمون أسلحتهم للحكومة ويضمون مليشياتهم إلى القوات المسلحة على الرغم من بقاء بعض الأسلحة في مقرات يسيطر عليها يلحو وقنيري ومحمد طيري، وتسلم القائد العام للقوات المسلحة إسماعيل قاسم ناجي إلى جانب الجنرال بريسي قائد قوات الشرطة أسلحة المليشيات.